# Chios (miasto)
Chios (gr. Χίος) – miasto w Grecji, na wyspie Chios, w administracji zdecentralizowanej Wyspy Egejskie, w regionie Wyspy Egejskie Północne, w jednostce regionalnej Chios. Siedziba gminy Chios. W 2011 roku liczyło 26 850 mieszkańców.
W mieście rozwinął się przemysł spożywczy.
W Chios urodził się około roku 1586 Leo Allatius, greckokatolicki uczony i teolog, bibliotekarz Biblioteki Watykańskiej.

## Współpraca
Miejscowości partnerskie:
- Dinant, Belgia
- Genua, Włochy